# ديسك غولف
ديسك غولف هي رياضة يقوم فيها اللاعب بمحاولة رمي أقراص بلاستيكية ملونة وإدخالها في السلة بأقل عدد ممكن من الرميات، وتتم علمية الرمي من مسافات مختلفة. يتم لعبها باستخدام قواعد مشابهة لقواعد الغولف.